# Vatica congesta
Vatica congesta är en tvåhjärtbladig växtart som beskrevs av Peter Shaw Ashton. Vatica congesta ingår i släktet Vatica och familjen Dipterocarpaceae. Inga underarter finns listade i Catalogue of Life.